# Erwin Hipp
Erwin Georg Hipp (* 29. August 1928 in Zell (Eisenberg); † 2. Oktober 2012 in Starnberg) war ein deutscher Orthopäde und Hochschullehrer.

## Leben und Wirken
Erwin Hipp war der Sohn des Zimmermeisters Joseph Hipp und dessen Ehefrau Barbara und hatte drei jüngere Geschwister. Nach dem Abitur an der Oberrealschule Füssen im Jahr 1948 absolvierte er in Freiburg und an der Universität München das Medizinstudium, unter anderem bei Titus von Lanz, und wurde 1953 mit seiner Dissertation über die Embryonale Entwicklung des Kniegelenkes summa cum laude promoviert. 1954/1955 folgte ein Forschungsaufenthalt in den USA. Seine Facharztausbildung in Orthopädie erfolgte ab 1957 bei Max Lange.
Von 1966 bis 1970 war Hipp Chefarzt der Orthopädischen Klinik des Klinikums Dortmund. 1968 wurde er zum außerplanmäßigen Professor für Orthopädie der Universität München ernannt und folgte dann dem Ruf auf den neu gegründeten Lehrstuhl für Orthopädie am Münchner Klinikum rechts der Isar, wo er ab April 1970 bis zu seiner Emeritierung im September 1996 wirkte. Er zählt somit zur Gründungsgeneration der Technischen Universität München. Als Direktor der Klinik für Orthopädie trug er auch maßgeblich zum Aufbau der Abteilung für Sportorthopädie bei. Von früher Jugend an war er selbst begeisterter Sportler und betreute später als Mannschaftsarzt die deutsche Eishockeynationalmannschaft.
Hipp war ein Pionier bei der Entwicklung von Endoprothesen und von neuen Operationsmethoden. Schwerpunkte seines wissenschaftlichen Interesses stellten die Knochennekrosen, speziell die Hüftkopfnekrose, dar. Für die Hüftkopfnekrose führte er die operative Therapie mit elektromagnetischer Feldbehandlung ein. Einen weiteren Schwerpunkt bildete das Gebiet der Tumororthopädie und deren Weiterentwicklung. Das von ihm neu bearbeitete Lehrbuch der Orthopädie und Traumatologie gilt als Standardwerk der Orthopädie.

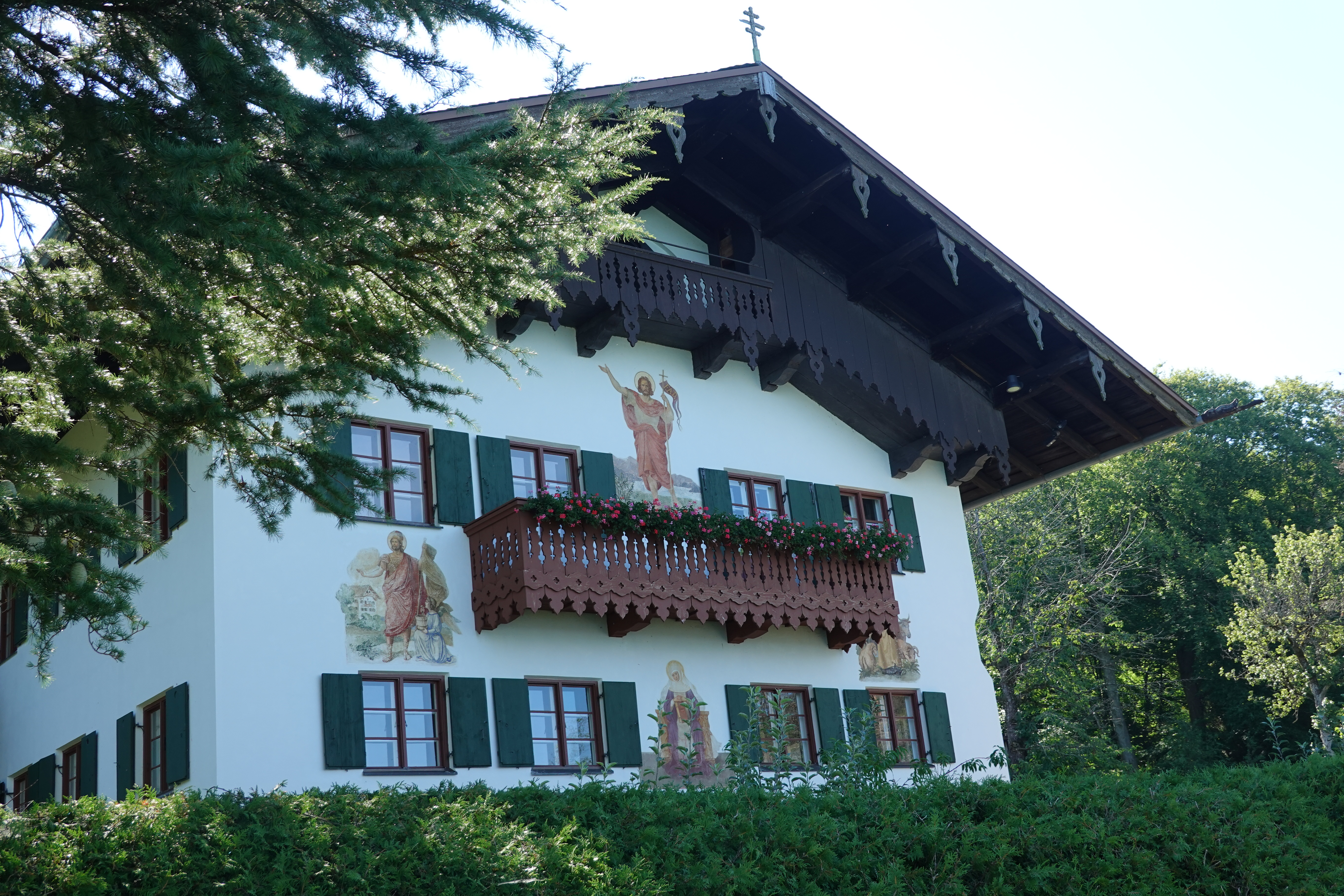
Villa Himbsel

Erwin Hipp war seit 1955 mit seiner Frau Hannelore († 2006) verheiratet, mit der er drei Söhne und zwei Töchter hatte. Mit ihr kaufte er 1978 die 1827 oder 1842 vom Baurat Johann Ulrich Himbsel für sich selbst im oberbayrischen Stil erbaute Villa Himbsel im Berger Ortsteil Leoni am Starnberger See, die seither im Familienbesitz ist. Hipp veröffentlichte zudem ein Buch, in dem er u. a. beschreibt, wie sich das Himbsel-Haus zum Treffpunkt renommierter Künstler wie Moritz von Schwind und Carl Rottmann, die Wandmalereien entwarfen, welche noch heute das Treppenhaus schmücken, entwickelte.

## Schriften (Auswahl)
- Die embryonale Entwicklung der Retroposition und der Retroversion der Kniegelenkskörper. In: Zeitschrift für Anatomie und Entwicklungsgeschichte. Band 117, Januar 1953, S. 346–381, doi:10.1007/BF00523626 (Zugleich Dissertation, München 1953).
- Die Angiographie bei Knochengeschwülsten. Enke, Stuttgart 1961, DNB 458768227 (Beilageheft zu Band 94 der Zeitschrift für Orthopädie).
- Die Gefässe des Hüftkopfes: Anatomie, Angiographie und Klinik. Enke, Stuttgart 1962, DNB 458768235 (Beilageheft zu Band 96 der Zeitschrift für Orthopädie).
- mit Max Lange (Hrsg.): Lehrbuch der Orthopädie und Traumatologie. Band 2 – Erworbene Erkrankungen. 1. Auflage. Enke, Stuttgart 1965, DNB 457354259.
  - (Hrsg.): Lehrbuch der Orthopädie und Traumatologie. Band 2 – Erworbene Erkrankungen. 2., neubearbeitete Auflage. Enke, Stuttgart 1981, ISBN 978-3-432-83552-5.
- Skitraumatologie. Verl. Fortschritte der Medizin Schwappach, Gauting 1967, OCLC 73856772.
- Diagnostik und Therapie der primären malignen Knochentumoren. Hrsg.: Orthopädische Klinik und Poliklinik [München]. Demeter, Gräfelfing 1985, ISBN 978-3-921512-72-2 (anlässlich des 1. interdisziplinären Forums am 1. März 1985 im Klinikum rechts der Isar).
- Zementlose Hüftgelenksendoprothetik. Demeter, Gräfelfing 1986, ISBN 978-3-921512-91-3.
- mit Werner Plötz, Rainer Burgkart, Roland Schelter (Hrsg.): Limb salvage. Zuckschwerdt, München 1998, ISBN 978-3-88603-639-4.
- mit W. Plötz, G. Thiemel (Hrsg.): Orthopädie und Traumatologie. 40 Tabellen. Thieme, Stuttgart 2003, ISBN 978-3-13-124421-5.
- Das Himbsel-Haus in Leoni am Starnberger See: eine Dokumentation. Genz, Berg (Starnberger See) 2003, ISBN 978-3-935736-05-3.
- Adalbert Holzer: Maler der Berge und Bergsteiger. Selbstverlag, Leoni (Berg) 2008, OCLC 886230476.